# 브라탄 체노프
브라탄 가브릴로프 체노프(불가리아어: Братан Гаврилов Ценов, 1964년 1월 7일~)는 불가리아의 레슬링 선수이다. 1988년 하계 올림픽 그레코로만형 페더급에서 은메달을 획득했으며 세계 선수권 대회에서 금메달 1개, 은메달 2개, 동메달 2개,  유럽 선수권 대회에서 금메달 3개, 은메달 3개, 동메달 1개를 획득했다.